# Jaegerina guatemalensis
Jaegerina guatemalensis är en bladmossart som beskrevs av Edwin Bunting Bartram 1946. Jaegerina guatemalensis ingår i släktet Jaegerina och familjen Pterobryaceae. Inga underarter finns listade i Catalogue of Life.